# 仲西匡
仲西 匡（なかにし きょう、1971年5月24日 - ）は、日本の作曲家、音楽プロデューサー、選曲、音響効果である。

## 来歴
東京都出身。ヴェントゥオノ、カレント 所属。早稲田大学を卒業後、音響効果を担当し、数々のテレビドラマに選曲、サウンドデザイン、音楽プロデュースとしても参加。趣味は釣り、サッカー、フットサル。

## 主な作品

### 作曲
- 怖い日曜日（1998年）
- サイコメトラーEIJI（1999年）
- 伝説の教師（2000年）
- 新宿暴走救急隊（2000年）
- 天国に一番近い男（2001年）
- 闇の脅迫者（2001年）
- 木更津キャッツアイ（2002年）
- 世にも奇妙な物語～Be silent（2002年）
- 特命係長 只野仁（2003年）
- 独身3!!（2003年）
- 木更津キャッツアイ 日本シリーズ（2003年）
- 乱歩R（2004年）
- アットホーム・ダッド（2004年）
- ヴァンパイアホスト（2004年）
- 愛情イッポン!（2004年）
- 霊感バスガイド事件簿（2004年）
- ゴーストシャウト（2004年）
- サボテン・ジャーニー（2004年）
- タイガー&ドラゴン（2005年）
- anego[アネゴ]（2005年）
- Booth（2005年）
- GO!GO!HEAVEN!（2005年）
- ドラゴン桜（2005年）
- 金田一少年の事件簿「吸血鬼伝説殺人事件」（2005年）
- 鬼嫁日記（2005年）
- 神はサイコロを振らない～君を忘れない～（2006年）
- 7人の女弁護士（2006年）
- 結婚できない男（2006年）
- ヒミツの花園（2007年）
- 愛の流刑地（2007年）
- 特急田中3号（2007年）
- 女帝（2007年）
- 天国と地獄（2007年）
- オトコの子育て（2007年）
- 無理な恋愛（2008年）
- パズル（2008年）
- ロト6で3億2千万円当てた男（2008年）
- 小児救命（2008年）
- サラリーマン金太郎（2008年）
- 未来世紀シェイクスピア（2008年）
- 警官の血（2009年）
- 白い春（2009年）
- コールセンターの恋人（2009年）
- おひとりさま（2009年）
- エンゼルバンク〜転職代理人（2010年）
- 女帝 薫子（2010年）
- 崖っぷちのエリー〜この世でいちばん大事な「カネ」の話〜（2010年）
- うぬぼれ刑事（2010年）
- クローン ベイビー（2010年）
- ヘブンズ・フラワー The Legend of ARCANA（2011年）
- シマシマ（2011年）
- 桜蘭高校ホスト部（2011年）
- 俺の空 刑事編（2011年）
- 匿名探偵（2012年、2014年）
- 黒澤明ドラマスペシャル 野良犬（2013年）
- ダブルス〜二人の刑事（2013年）
- ブラック・プレジデント（2014年）
- 黒服物語（2014年）
- ハッピー・リタイアメント（2015年）
- 人生が楽しくなる幸せの法則（2018年）
- 68歳の新入社員（2018年）
- まだ結婚できない男（2019年）
- マイラブ・マイベイカー（2020年）
- ランチ合コン探偵 〜恋とグルメと謎解きと〜（2020年）
- 流れ星（2021年）
- 宇宙なんちゃら こてつくん（2021年）
- 星から来たあなた（2022年）
- なるみ・岡村の過ぎるTV（2023年）
- テイオーの長い休日（2023年）
- 華丸丼と大吉麺（2025年）

### 音楽プロデューサー
- LOVE&PEACE（1998年）
- 君といた未来のために（1999年）
- ルーキー!（2001年）
- 幸福の王子（2003年）
- 初恋.com（2003年）

### 選曲、音響効果
- D×D（1997年）
- ぼくらの勇気 未満都市（1997年）
- 少年サスペンス（1998年）
- P.A. プライベート・アクトレス（1998年）
- 君といた未来のために 〜I'll be back〜（1999年）
- ナオミ（1999年）
- 蘇える金狼（1999年）
- ショカツ（2000年）
- 億万長者と結婚する方法（2000年）
- 世にも奇妙な物語
- FACE〜見知らぬ恋人〜（2001年）
- 向井荒太の動物日記 〜愛犬ロシナンテの災難〜（2001年）
- SPEED STAR（2001年）
- 明日があるさ（2001年）
- 傷だらけのラブソング（2001年）
- 金田一少年の事件簿（2001年）
- 恋するトップレディ（2002年）
- ヨイショの男（2002年）
- ゴールデンボウル（2002年）
- 共犯者（2003年）
- 彼女が死んじゃった。（2004年）
- 光とともに…（2004年）
- まだ結婚できない男（2019年）